# Graboszyce
Graboszyce ist eine Ortschaft mit einem Schulzenamt der Gemeinde Zator im Powiat Oświęcimski der Woiwodschaft Kleinpolen, Polen.

## Geographie
Der Ort liegt am linken Ufer des Flusses Skawa.
Er hat eine Fläche von 605 ha.
Nachbarorte sind Rudze im Nordwesten, Grodzisko im Nordosten, Woźniki im Südosten, Przybradz im Südwesten.

## Geschichte
Der Ort wurde schon als die Pfarrei Grabssicz im Peterspfennigregister des Jahres 1326 im Dekanat Zator des Bistums Krakau erwähnt.
Politisch gehörte das Dorf ursprünglich zum Herzogtum Auschwitz, dies bestand ab 1315 in der Zeit des polnischen Partikularismus. Seit 1327 bestand die Lehnsherrschaft des Königreichs Böhmen. Seit 1445 gehörte es zum Herzogtum Zator, dieses wurde im Jahr 1494 an Polen verkauft.
Bei der Ersten Teilung Polens kam Graboszyce 1772 zum neuen Königreich Galizien und Lodomerien des habsburgischen Kaiserreichs (ab 1804).
1918, nach dem Ende des Ersten Weltkriegs und dem Zusammenbruch der k.u.k. Monarchie, kam Graboszyce zu Polen. Unterbrochen wurde dies nur durch die Besetzung Polens durch die Wehrmacht im Zweiten Weltkrieg.
Von 1975 bis 1998 gehörte Graboszyce zur Woiwodschaft Bielsko-Biała.

## Sehenswürdigkeiten
- Gutshofruinen (1570–1580)
- Katholische Holzkirche (16. Jahrhundert)

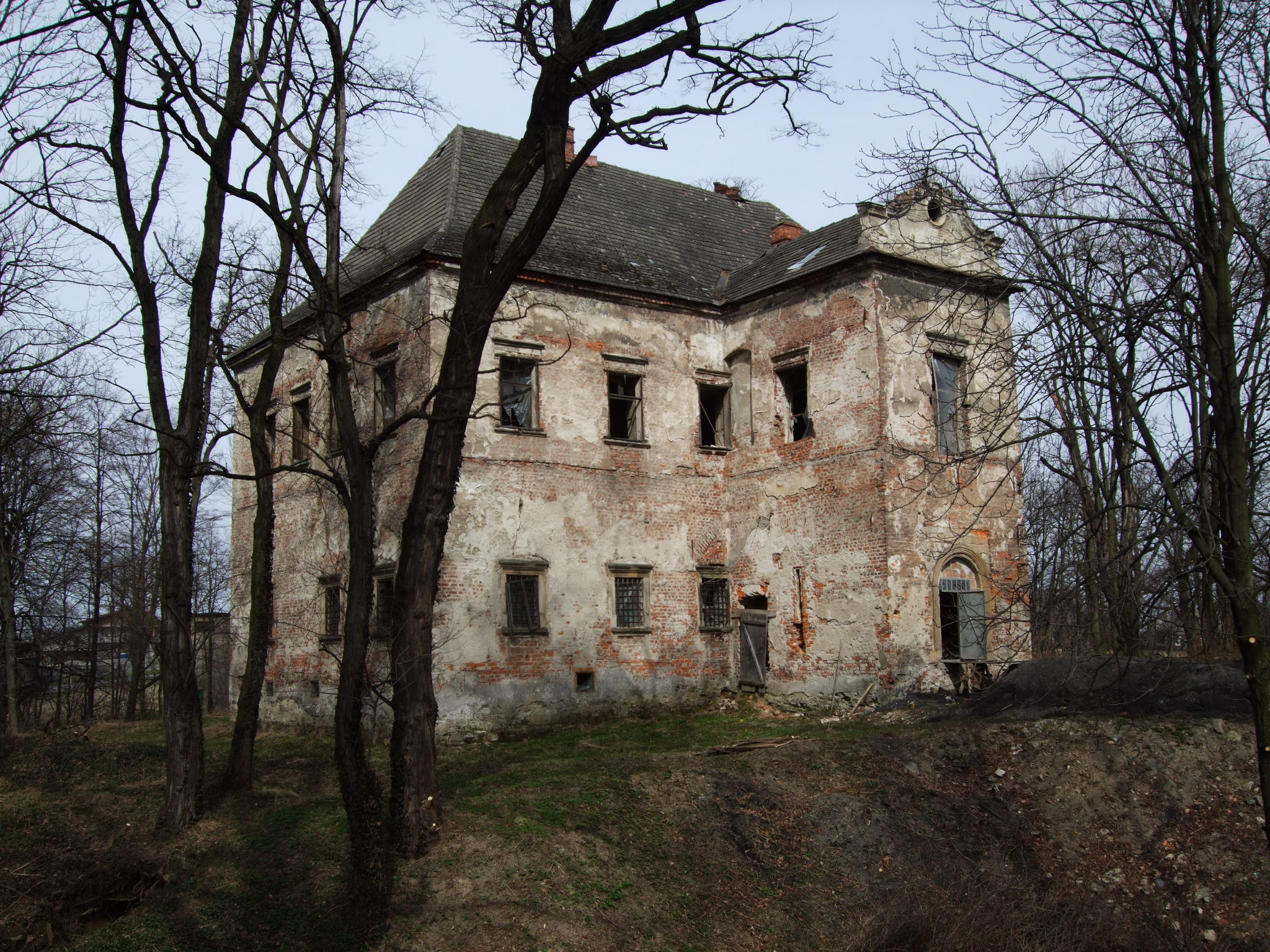
Gutshofruinen
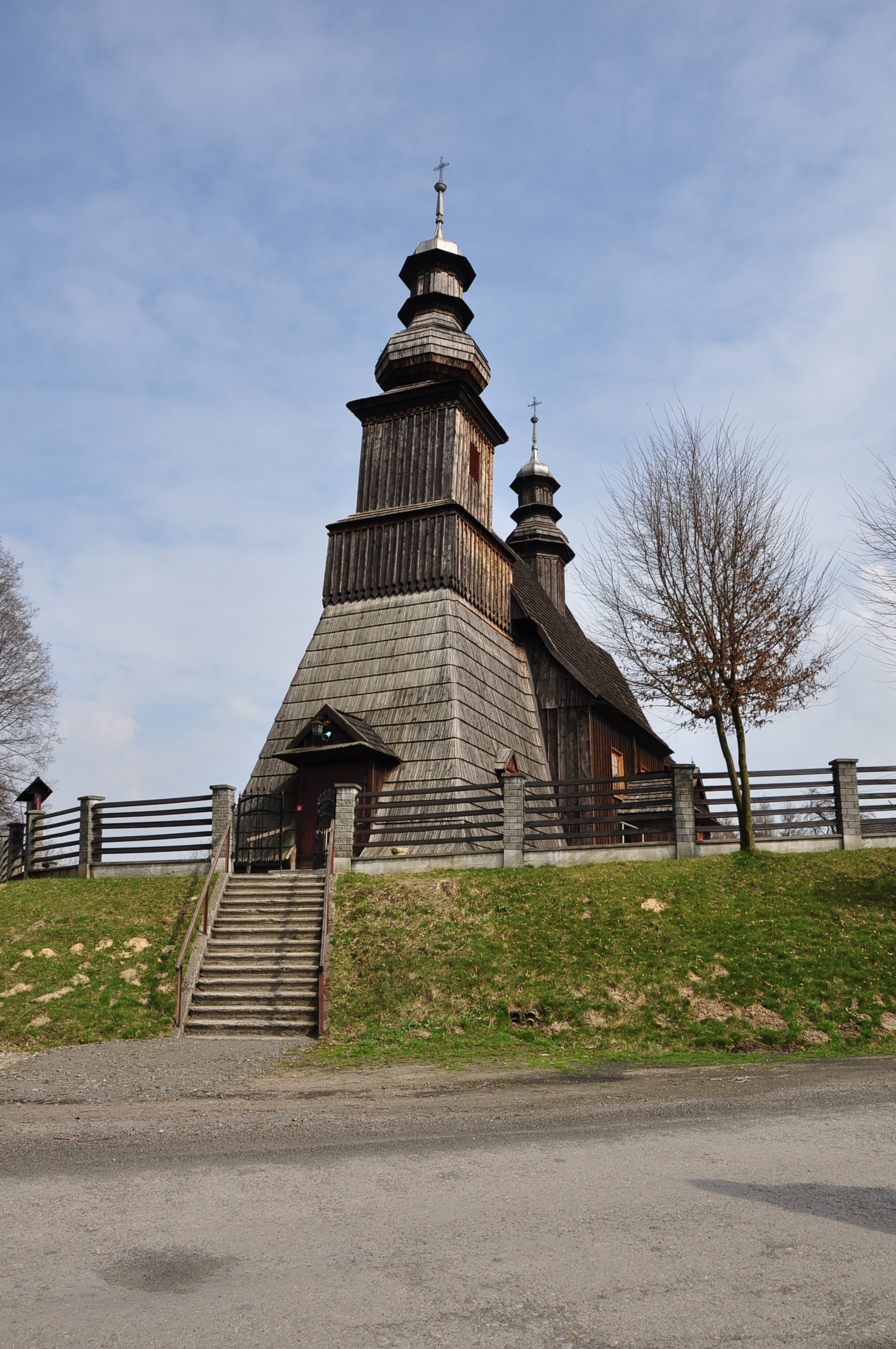
Römisch-katholische Kirche

## Verkehr
Durch Graboszyce verläuft die Staatsstraße DK 28, die Zator durch Nowy Sącz mit Przemyśl verbindet.